# Secretària Ofèlia
La Secretària Ofelia Michelínez és un personatge de ficció creat per Francisco Ibáñez en 1978 per a la seua sèrie de còmic Mortadel·lo i Filemó. La seua primera aparició va tenir lloc a la historieta Los gamberros.
És la secretària particular del Superintendent Vicent, és una dona grassa de cabells rossos i arrissats, que vesteix amb un vestit vermell molt escotat i ajustat i botes negres.
Sol ser protagonista d'una sèrie de gags recurrents:
- Sempre intenta posar-se bonica per festejar amb Mortadel·lo (i a Filemó, però a aquest en menor mesura).
- Mortadelo, tanmateix, intenta evitar-la fugint, menyspreant-la o insultant-la amb comentaris sarcàstics.
- Davant d'aquests fets, Ofèlia respon amb violència.

És freqüent que el Professor Bacteri provi algun dels seus invents amb ella, generalment amb funestos resultats.
Ofèlia també té enfrontaments amb Bacteri o el Súper.